# Joachim Neubeck
Joachim Neubeck (* 23. Mai 1937 in Oberweißbach/Thüringer Wald) ist ein ehemaliger deutscher Fußballspieler, der von 1964 bis 1965 für Motor Steinach in der DDR-Oberliga, der höchsten Spielklasse im DDR-Fußball aktiv war.

## Sportliche Laufbahn
Seine vielseitige Fußballkarriere begann Joachim Neubeck als Elfjähriger in seinem Geburtsort Oberweißbach bei der späteren Betriebssportgemeinschaft (BSG) Motor. Als er 1952 eine Lehre zum Werkzeugmacher im benachbarten Königssee aufnahm, schloss er sich der dortigen BSG Motor an. Mit einer Ausnahmegenehmigung spielte er bereits mit 17 Jahren mit der Männermannschaft in der drittklassigen Bezirksliga Gera. Nach kurzen Zwischenstationen bei der BSG Motor in Neuhaus am Rennweg (Bezirksliga) und bei Motor Bautzen in der neu eingerichteten drittklassigen II. DDR-Liga wurde Neubeck 1956 für zweieinhalb Jahre Soldat in der Nationalen Volksarmee. Er bekam die Möglichkeit, in dieser Zeit bei der Armeesportgemeinschaft (ASG) Vorwärts Cottbus weiter Fußball zu spielen, wurde dort aber hauptsächlich in der 2. Mannschaft eingesetzt, die in der Bezirksklasse (5. Liga) spielte. Nur einmal bestritt er mit der 1. Mannschaft ein Punktspiel in der II. DDR-Liga. Nachdem er seinen Armeedienst beendet hatte, kehrte er im Sommer 1958 zur BSG Motor Neuhaus zurück. Da zu dieser Zeit im DDR-Fußball im Kalenderjahr-Rhythmus gespielt wurde, endete die Saison im Herbst, und die BSG Motor Neuhaus stieg aus der Bezirksliga ab.
Daraufhin nahm Neubeck das Angebot des Zweitligisten (I. DDR-Liga) Motor Steinach an, dort höherklassigen Fußball zu spielen. Dazu kam es jedoch vorerst nicht, da er unmittelbar nach dem Wechsel einen komplizierten Schien- und Wadenbeinbruch erlitt. Zudem stieg die BSG Motor Steinach 1959 aus der I. DDR-Liga ab. Erst 1962 gelang der Wiederaufstieg, und in der Spielzeit 1962/63 (Rückkehr zur Sommer-Frühjahr-Saison) kam Neubeck zu seinen ersten Zweitligaspielen. Mit neun Ligaspielen und einem Tor war er am Durchmarsch in die DDR-Oberliga beteiligt. In der Oberligasaison 1963/64 wurde er hauptsächlich in der Reservemannschaft eingesetzt. Erst in der Rückrunde kam er als Ersatz für den Stammverteidiger Horst Schellhammer in fünf Oberligaspielen zum Einsatz. Auch in der zweiten Steinacher Oberligaspielzeit war Neubeck nur Reservespieler und wurde nur in zwei Oberligaspielen aufgeboten. Nach der Saison 1964/65 stieg Steinach wieder in die DDR-Liga ab. Dort bestritt Neubeck drei weitere Spielzeiten für Steinach, in denen es ihm gelang, sich im erweiterten Spielstamm zu etablieren. Bei den 90 Ligaspielen bis 1968 kam er auf 54 Einsätze und zählte in jeder Saison mit insgesamt 20 Treffern zu den Torschützen.
Zu Beginn der Saison 1968/69 kehrte Neubeck wieder nach Oberweißbach zurück und wurde dort bis 1972 Spielertrainer seiner ehemaligen BSG, die inzwischen den Namen NARVA Oberweißbach führte. Er führte die Mannschaft von der 2. Kreisklasse bis zur Bezirksliga. 1972 beendete er seine Laufbahn als Fußballspieler, blieb aber bis 1982 Trainer der BSG NARVA. Später war er noch in Steinach Nachwuchstrainer und verhalf nach der Jahrtausendwende der Juniorenmannschaft des SV 08 Steinach, dem Nachfolger der BSG Motor, zum Aufstieg in die Landesliga.